# Salustios aus Emesa
Salustios aus Emesa (altgriechisch Σαλούστιος; * wohl um 430) war ein spätantiker Philosoph.
Sein Vater Basileides war Syrer, seine Mutter Theoklea stammte aus Emesa. Salustios studierte Rechtswissenschaften und erhielt eine Rhetorik-Ausbildung bei dem Sophisten Eunoios. Er entschied sich für ein Leben als Sophist, ging nach Athen und von dort – in Begleitung des Neuplatonikers Isidoros – nach Alexandria, wo er die Rhetorikschulen besuchte. Später, im Alter von 30 bis 40 Jahren, reiste er zu Marcellinus, dem Machthaber von Dalmatien.
Salustios hatte zwar zu Neuplatonikern Kontakte, wandte sich aber dem Kynismus zu und praktizierte eine für das 5. Jahrhundert recht altertümliche Askese. Er soll unter anderem eine Begabung zur Weissagung des gewaltsamen Todes von Menschen besessen haben, denen er begegnete.
Salustios behauptete, dass Philosophie für den Menschen nicht nur schwierig, sondern ganz unmöglich sei. Er brachte mit Erfolg junge Leute von der Philosophie ab, unter anderem Athenodoros aus dem Kreis um Proklos, und stritt mit Proklos selbst. Schriften von ihm sind nicht bekannt.